# Села Моліса
Села Моліса (нар. 15 грудня 1950 — пом. 21 серпня 2022) — вануатський політик, член парламенту Вануату з 1982 по 2012 рік. Він обіймав кілька посад в уряді протягом своєї кар'єри, зокрема чотири терміни на посаді міністра фінансів.

## Біографія
Моліса навчався в британській колоніальній середній школі на тодішніх Нових Гебридах з 1966 по 1970 рік, вищу освіту здобував в Південнотихоокеанському університеті в Суві, Домініон Фіджі з 1971 по 1973 рік. У 1974 році він навчався в Школі медицини Фіджі.
Моліса був членом парламенту з 1982 по 2012 роки, як представник двох виборчих округів на своєму рідному острові Еспіриту-Санто. У 1983 році він обіймав посаду міністра внутрішніх справ; з 1983 по 1987 рік — міністра закордонних справ; з 1987 по 1991 рік — міністра фінансів; у 1996 році — міністра торгівлі, комерції та промисловості; з 1998 по 1999 рік — міністра фінансів; з 2001 по 2002 рік — міністра земель та природних ресурсів; з 2002 по 2004 рік, з 2008 по 2010 рік і з 2011 по 2012 рік — міністра фінансів. Кожного разу, коли він обіймав посаду міністра фінансів, він також керував Групою світового банку, Міжнародним валютним фондом й Азійським банком розвитку.
Наприкінці 1980-х років, як міністр закордонних справ, він контролював угоду з Радянським Союзом про комерційний вилов риби. На посаді міністра фінансів він контролював виключення Вануату зі списку ОЕСР як офшорної зони неготової до співпраці. Він прагнув заохочувати використання кокосової олії, отриманої з виробленої у Вануату копри, як палива для автомобілів для зменшення залежності країни від імпортної нафти.
У березні 2006 року Моліса звинуватив уряд Хама Ліні в нерішучості з низки питань і спробував замінити його на посаді прем'єр-міністра через вотум недовіри парламенту. Молісу підтримали Конфедерація зелених, Меланезійська прогресивна партія та Союз поміркованих партій, але ця ініціатива провалилася.
У червні 2008 року Моліса став головою незалежної моніторингової групи, якій доручили нагляд за підготовкою Народної хартії Республіки Фіджі за зміни, мир і прогрес.
У вересні 2008 року його знову призначили міністром фінансів, але він втратив свою посаду 2 грудня 2010 року, коли уряд Натапеї відсторонили через вотум недовіри, і він сидів на лаві опозиції протягом наступних чотирьох місяців. 24 квітня 2011 року нового прем'єр-міністра Сато Кілмана усунули через вотум недовіри, і його змінив Серж Вохор. Вохор призначив Молісу міністром торгівлі; однак через три тижні апеляційний суд скасував обрання Вохора та його прем'єрство, і Моліса втратив свою посаду в уряді. 16 червня Верховний суд скасував вибори та прем'єрство Кілмана на конституційних підставах, і попередній прем'єр-міністр Едвард Натапеї став тимчасовим прем'єр-міністром до обрання нового лідера. Молісу відновили на посаді тимчасового міністра торгівлі.
З 2014 по 2015 рік він обіймав посаду посла Вануату в Китайській Народній Республіці.
У 1976 році Села Моліса одружився з Грейс Мера Молісою, впливовим політиком і поетесою. Вони вдвох брали участь у підготовці Конституції Вануату. Грейс Мера померла у 2002 році.

## Додаткова література
- Molisa, Sela (9 травня 2022). EU, France should look at themselves before targeting Pacific nations on tax. The Pacific Advocate.